# Marta Savina
Marta Savina (* 1986 in Florenz) ist eine italienische Regisseurin und Drehbuchautorin, die mit ihren Filmen gesellschaftlich relevante Themen, insbesondere rund um die weibliche Emanzipation, behandelt. Ihr bekanntestes Werk ist der Spielfilm Primadonna (2022), der von der wahren Geschichte Franca Violas inspiriert ist.

## Leben
Marta Savina wurde in Florenz geboren, hat aber familiäre Wurzeln im sizilianischen Ort Galati Mamertino, zu dem sie bis heute eine enge Verbindung pflegt. Ihre starke Bindung zur Insel Sizilien ist nicht nur emotional, sondern auch künstlerisch prägend: „Sizilien ist ein Ort voller Geschichten, ein Land voller Extreme – zwischen Heldenmut und Tragik“, sagt sie. Sie wuchs in Italien auf und lebte später in London, wo sie in der Werbebranche arbeitete, unter anderem für Marken wie Nissan und Kellogg’s. Im Alter von 25 Jahren erhielt sie ein Stipendium für ein Regiestudium an der University of California, Los Angeles, das sie mit einem Master of Fine Arts (MFA) abschloss.
Während ihrer Zeit in den USA arbeitete sie mit Filmschaffenden wie Francis Ford Coppola und James Franco zusammen. Ihre Abschlussarbeit, der Kurzfilm Viola, Franca (2017), erzählt die Geschichte von Franca Viola und wurde unter anderem auf dem Tribeca Film Festival uraufgeführt.
Savina lebt heute wieder in Italien. Der Grund für ihre Rückkehr war ihr Langfilmdebüt Primadonna, das sie 2021 auf Sizilien drehte. Derzeit arbeitet sie an der Serie Un’estate fa und an weiteren Filmprojekten.

## Wirken
Im Zentrum des künstlerischen Schaffens Marta Savinas stehen komplexe, häufig weiblich geprägte Themen sozialer Gerechtigkeit und Selbstbestimmung. Ihr Interesse gilt insbesondere Geschichten aus Süditalien, die oft von patriarchalen Strukturen und gesellschaftlichen Zwängen geprägt sind.
Savinas international beachteter Kurzfilm Viola, Franca (2017) brachte erstmals die Geschichte Franca Violas, die 1965 als erste Frau in Italien die Ehe mit ihrem Vergewaltiger verweigerte, einem breiten Publikum nahe. Der Film gewann zahlreiche Preise, darunter einen Emmy als bester dramatischer Kurzfilm, und war für den David di Donatello nominiert. Sie war Regisseurin der Serie Drei Meter über dem Himmel (2021).
Der Kurzfilm Viola, Franca bildete die Grundlage für ihren Langfilm Primadonna, der 2022 beim Filmfestival in Rom Premiere feierte. Primadonna erzählt die fiktive Geschichte von Lia Crimi, einer jungen Frau aus Sizilien, die sich im Italien der 1960er-Jahre gegen den sogenannten matrimonio riparatore – eine damals gesetzlich mögliche Wiedergutmachungsehe nach Vergewaltigung – wehrt. Die Figur Lia ist inspiriert von Franca Viola, fungiert jedoch als symbolische Stellvertreterin für viele Frauen jener Zeit. Savina betont, dass sie keinen biografischen Film drehen wollte, sondern die alltägliche Gewalt thematisieren wollte, die viele Frauen erfahren, und wie Widerstand möglich ist. Der Film wurde in sizilianischem Dialekt mit lokalen Darstellern gedreht, um Authentizität und Regionalität zu unterstreichen. Trotz seiner gesellschaftlichen Relevanz war der Erfolg von Primadonna an den Kinokassen moderat, doch der Film fand insbesondere bei jungen Menschen großen Anklang, etwa bei Vorführungen an Schulen, wo Zuschauerinnen sich mit der Geschichte identifizieren konnten.
Im Jahr 2024 wurde Primadonna mit dem Premio Elsa Morante Cinema ausgezeichnet. Savina betonte in ihrer Dankesrede, dass Filme wie ihrer Räume schaffen können, in denen sich Zuschauer mit komplexen gesellschaftlichen Fragen auseinandersetzen können.
Savina nimmt regelmäßig an internationalen Filmfestivals teil, unter anderem im Rahmen von Europe! Voices of Women in Film beim Sydney Film Festival, wo sie sich mit anderen europäischen Regisseurinnen über ihre Erfahrungen austauschte. Sie setzt sich für mehr Diversität und Sichtbarkeit von Frauen im Filmbereich ein, wünscht sich aber langfristig eine Gleichstellung ohne Quoten oder Sonderprogramme.